# Pondok Baru (Bandar)
Pondok Baru is een bestuurslaag in het regentschap Bener Meriah van de provincie Atjeh, Indonesië. Pondok Baru telt 1403 inwoners (volkstelling 2010).